# Greta Hjelm-Milczyn
Greta Hjelm-Milczyn, född 17 mars 1906, död 26 juli 1999 i Maria Magdalena församling i Stockholm, var en svensk översättare. Hon översatte från ryska och serbokroatiska och bland de författare hon översatte märks Abram Terc och Miodrag Bulatović.
Hon var också fackligt aktiv i Sveriges författarförbund och skrev "Gud nåde alla fattiga översättare": glimtar ur svensk skönlitterär översättningshistoria fram till år 1900 (Carlsson, 1996). Hjelm-Milczyn är begravd på Sandsborgskyrkogården i Stockholm.

## Översättningar (urval)
- Nikolaj Gogol: En galnings dagbok (Zapiski sumassjedsjego) (Bibliofila klubben, 1950)
- Vasilij Aksjonov: Stjärnbiljetten (Zvezdnyj bilet) (Wahlström & Widstrand, 1963)
- Aleksandar Vučo: Fridagarna (Rasput) (Tiden, 1965)
- Evgenia Ginzburg: Resa till avgrunden: en krönika från personkultens dagar (Krutoj maršrut) (Bonnier, 1967)
- Osip Mandelstam: Tidens larm (översatt tillsammans med Bengt Jangfeldt) (Coeckelberghs, 1977)
- Venedikt Jerofejev: På lyran eller Den sällsamma resan Moskva-Petusjki (Moskva-Petuški) (Prisma, 1977)
- Vladimir Tendrjakov: Natten efter avslutningen (Nočʹ posle vypuska) (Rabén & Sjögren, 1978)
- Fazu Alijeva: Ett knippe mynta (Pučok mjaty) (Rabén & Sjögren, 1978) [översättning från ryska, originalet på avariska]
- Ivan Krylov: Åsnan och näktergalen: fabler av Rysslands store 1800-talssatiriker (Rabén & Sjögren, 1979)
- Fazu Alijeva: Och stenarna talar sitt språk (Rodovoj gerb) (Rabén & Sjögren, 1979) [översättning från ryska, originalet på avariska]

### Otryckta pjäsöversättningar
- Anton Tjechov: Onkel Vanja: scener ur lantlivet i fyra akter (Djadja Vanja) (översatt för TV-teatern 1967)
- Leo Tolstoj: Mörkrets makt (bearb av Michaela Granit och Lucas Svensson, för Dramaten 2009)

## Priser och utmärkelser
- 1966 Sveriges Författarfonds premium till personer för belöning av litterär förtjänst[1]
- 1977 Sveriges Författarfonds premium till personer för belöning av litterär förtjänst[1]
- 1994 Stiftelsen Natur & Kulturs översättarpris